# WTA Bratislava
Il WTA Bratislava è stato un torneo femminile di tennis che si disputva a Bratislava in Slovacchia su campi in cemento indoor.

## Albo d'oro

### Singolare
| Anno | Campionessa     | Finalista      | Punteggio     |
| ---- | --------------- | -------------- | ------------- |
| 1999 | Amélie Mauresmo | Kim Clijsters  | 6–3, 6–3      |
| 2000 | Dája Bedáňová   | Miriam Oremans | 6–1, 5–7, 6–3 |
| 2001 | Rita Grande     | Martina Suchá  | 6–1, 6–1      |
| 2002 | Maja Matevžič   | Iveta Benešová | 6–0, 6–1      |

### Doppio
| Anno | Campionesse                         | Finalista                           | Punteggio     |
| ---- | ----------------------------------- | ----------------------------------- | ------------- |
| 1999 | Kim Clijsters Laurence Courtois     | Ol'ga Barabanščikova Lilia Osterloh | 6–2, 3–6, 7–5 |
| 2000 | Daniela Hantuchová Karina Habšudová | Petra Mandula Patricia Wartusch     | walkover      |
| 2001 | Dája Bedáňová Elena Bovina          | Nathalie Dechy Meilen Tu            | 6–3, 6–4      |
| 2002 | Maja Matevžič Henrieta Nagyová      | Nathalie Dechy Meilen Tu            | 6–4, 6–0      |